# Rakovniška graščina
Rakovniška graščina (tudi dvorec, grad) je dvorec, ki se nahaja na Rakovniku (Ljubljana). 
Trenutno v zgradbi deluje Zavod Salesianum in Župnija Ljubljana - Rakovnik.

## Zgodovina
Kdaj je bila graščina prvotno zgrajena, ni znano; prve zapise o zgradbi podaja Janez Vajkard Valvazor. Leta 1641 je graščino popolnoma prenovil Janez Putschar. Pozneje je graščina imela več lastnikov (grofje Attems, Auerspergi,...), dokler je niso leta 1700 kupili jezuiti. Leta 1900 je graščino odkupilo Društvo za zgradbo zavetišča in vzgojališča ter nato graščino podarilo salezijancem. Leta 1901 sta se v graščino naselila prva salezijanca in že naslednje leto so se pričeli postopki za gradnjo cerkve Marije Pomočnice in konvikta.